# Jorge Hidalgo
Jorge Alfredo Hidalgo Lehuedé (Santiago, 4 de julio de 1942) es un historiador chileno. Obtuvo el Premio Nacional de Historia en 2004.
Se tituló de Profesor de Historia y Geografía en la Universidad de Chile (1971) y con posterioridad logró el Doctorado en Filosofía en la Universidad de Londres.
Ha desarrollado una notable carrera dedicándose al rescate de las culturas andinas de Chile, apoyándose en un trabajo arqueológico, antropológico y etnográfico. Ha abordado el inexplorado tema de su supervivencia durante la colonia.
Ha tenido mucha cercanía con la Universidad de Tarapacá, a pesar de trabajar en la actualidad como docente en la Universidad de Chile. Una de sus principales obras es "Historia andina en Chile".
Fue conservador del Archivo Nacional, y entre 2006 y 2010, fue decano de la Facultad de Filosofía y Humanidades de la Universidad de Chile.

## Obras

### Libros
- Culturas protohistóricas del Norte de Chile: el testimonio de los cronistas (1972)
- Culturas de Chile (1996)
- Rebeliones andinas en Arica, Tarapacá y Atacama, 1770-1781 (1992)
- Historia andina en Chile (2004)
- Historia andina en Chile II (2013)
- El testamento de José Basilio de la Fuente. Sociedad, riqueza y redes de poder en Tarapacá, siglo XVIII (escrito junto con Soledad González Díaz) (2019)

### Artículos
- Incidencias de los patrones de poblamiento en el cálculo de la población del Partido de Atacama desde 1752 a 1804: Las revistas inéditas de 1787-1792 y 1804 (1978)
- Complementariedad ecológica y tributo en Atacama (1683-1792) (1984)
- Mercado y etnicidad: Lecturas de la Revista de Atacama de 1683 (escrito junto con Viviana Manríquez Soto) (1992)
- Fiscalidad, punición y brujerías: Atacama, 1749-1755 (1997)
- Rebelión y carnaval Ingaguasi (San Pedro de Atacama), 1775-1777 (1999)
- Brujos y brujería en la Atacama colonial: Inorganicidad de una representación ideológica y diseminación de una matriz cultural (Introducción y transcripción del "Quadernos sobre barios delitos y supersticiones" del corregidor Manuel Fernández Valdivieso) (escrito junto con Nelson Castro Flores) (1999)
- Fiestas, borracheras y rebeliones (Introducción y transcripción del expediente de averiguación del tumulto acaecido en Ingaguasi, 1777) (2002)
- Antonio de O'Brien y la explicación de los minerales de Huantajaya, sus nombres y beneficio, 1765 (2004)
- Civilización y fomento: La "descripción de Tarapacá" de Antonio O'Brien, 1765 (2009)
- Redes eclesiásticas, procesos de extirpación de idolatrías y cultos andinos coloniales en Atacama, siglos XVII y XVIII (2011)
- Comunidad indígena y construcción histórica del espacio entre los aymará del norte de Chile (escrito junto con Héctor González Cortez y Hans Gundermann Kröll) (2014)
- Redes familiares, carreras eclesiásticas y extirpación de la idolatría: Doctrina de Camiña, Tarapacá, siglo XVII (2016)
- Transformación y resignificación de la parafernalia alucinógena prehispánica en Atacama a la luz de un documento del siglo XVII (escrito junto con Helena Horta Tricallotis y Valentina Figueroa) (2016)
- Cambios políticos, sociales y económicos en relación a la pesca y extracción del guano en la costa de Arica y Tarapacá: siglos XVI a inicios del XIX (2019)